# Satan (Vysoké Tatry)
Satan je hora ve Vysokých Tatrách na Slovensku, vysoká 2421 m n. m.
Nachází se v hřebeni Bašt, na jehož začátku se nalézá Patria (2202,8 m n. m.), dále pokračuje přes Malou Baštu (2287,5), Přední Baštu (2373,5), Satan, Hlinskou vežu (2340,0), na které se hřeben rozděluje na dvě části: jedna pokračuje dále na západ směrem k Hrubému štítu a druhá na sever ke Kôprovskému štítu.

## Okolí štítu
Z vrcholu štítu je pěkný výhled do Mlynické doliny a Mengusovské doliny a na okolní štíty: Štrbský štít, Kôprovský štít, Štrbské Solisko ale i vzdálenější dominantní štíty Vysokých Tater.
Z východní strany se podél hřebenu vine Mengusovská dolina končící u Hincových ples pod Mengusovskými štíty a ze západní strany pak Mlynická dolina končící pod Furkotským štítem.
Po úbočích Satana se táhnou hluboké lavinové rýhy. Pod Satanem také leží Satanova plieska, nad nimi jsou už jen Malé a Velké Hincovo pleso. V Mlynické dolině pod Satanem leží Kozí plesa, Capie pleso, Okrúhle pleso, Pleso pod Skokom a jiné.

## Název štítu
Název štítu Satan jakož i sousední Diablovina (2380 m n. m.), Diablovo sedlo, Čertův hrb, Satanovo sedlo (2300 m n. m.) či Pekelník (2374 m n. m.) má kořeny v lidových legendách o zdejších vrších, podle kterých satan hlídá ukryté poklady a vzácné kovy a na odvážlivce, kteří se je snaží vykopat shazuje kamení. Jiná legenda praví, že na vrcholu Satana se v době svatojánské noci scházejí čerti.

## Přístup
První výstup na vrchol uskutečnil Jan Gwalbert Pawlikowski s vůdcem Maciejem Sieczkem okolo roku 1880. První zimní výstup uskutečnili Ernest Dubke, Johann Breuer mladší a Johann Franz starší v roce 1906.
Satan není turisticky přístupný. Na vrchol se dá jít pouze v doprovodu horského vůdce.

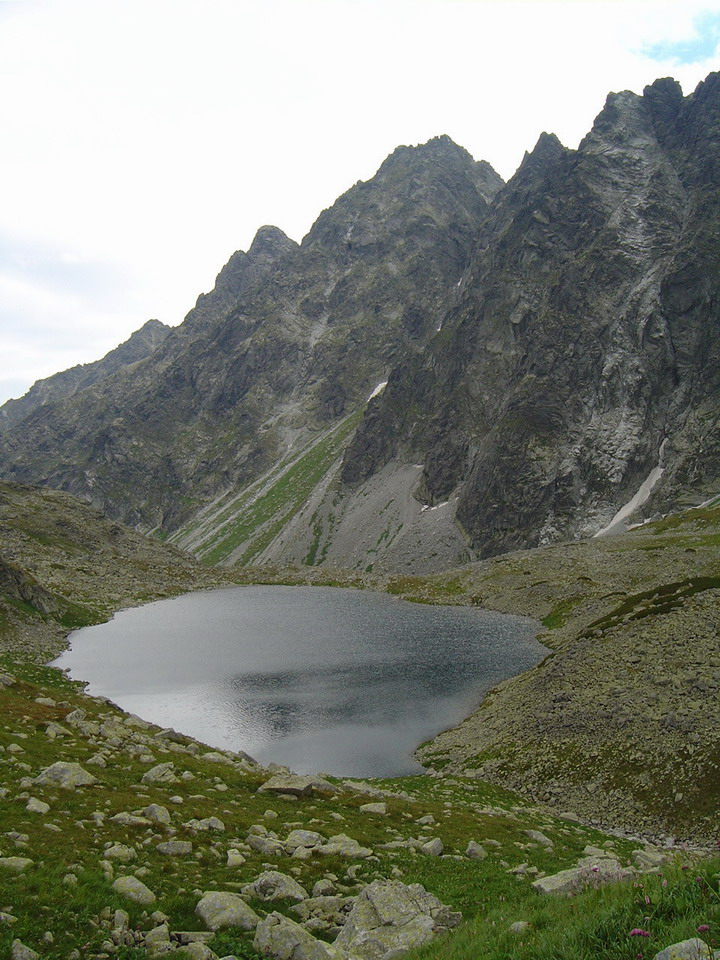
Satan nad Malým Hincovým plesem
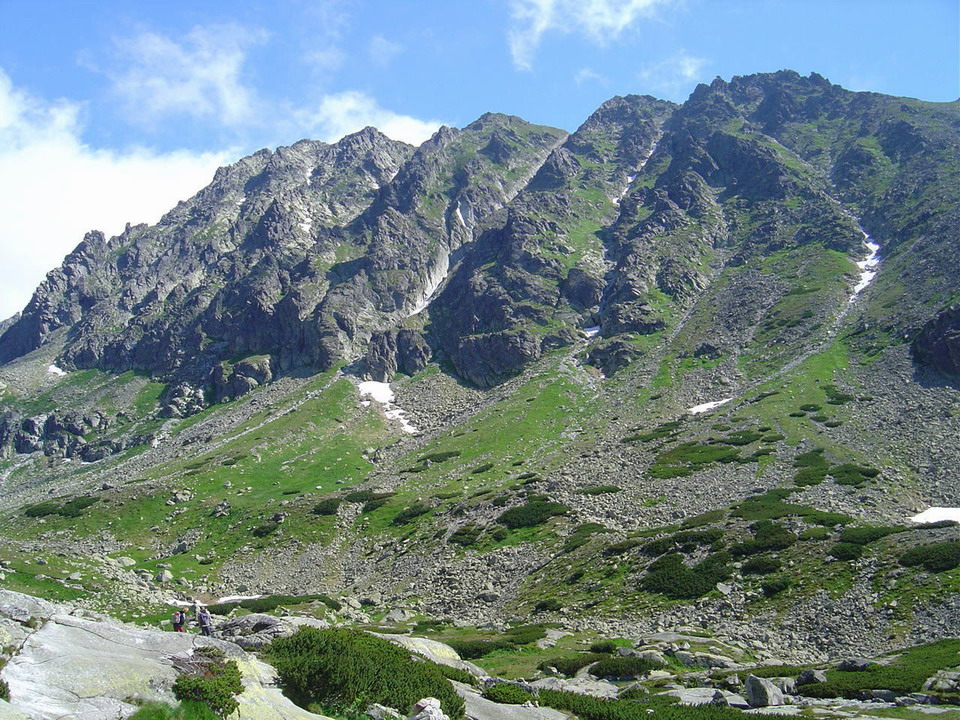
Satan, Přední Bašta a Malá Bašta z Mlynické doliny
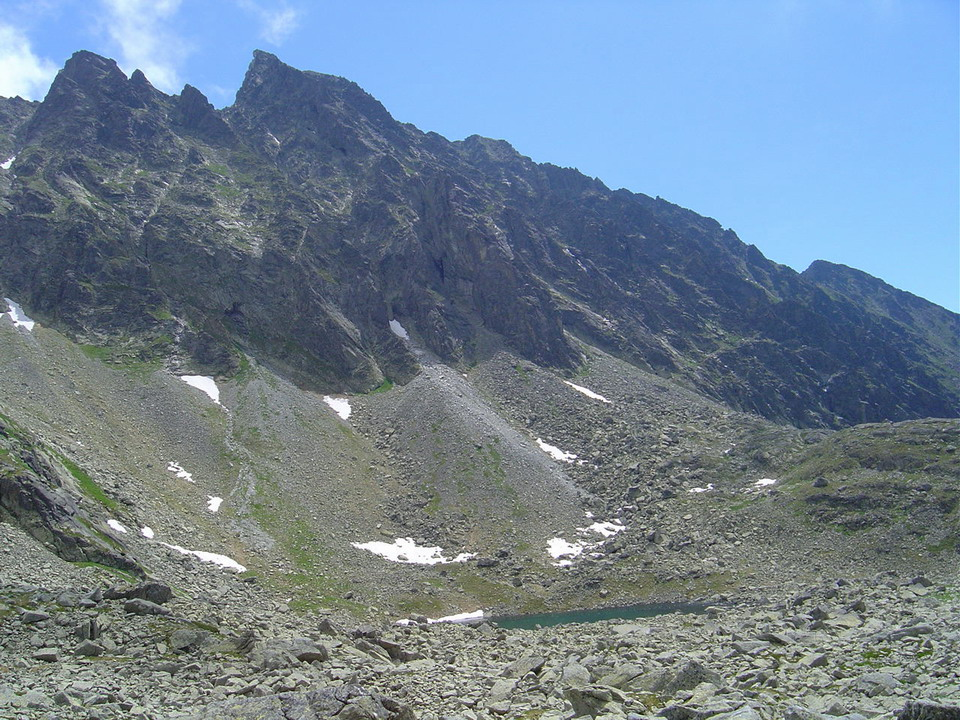
Satan nad Nižným kozím plesem
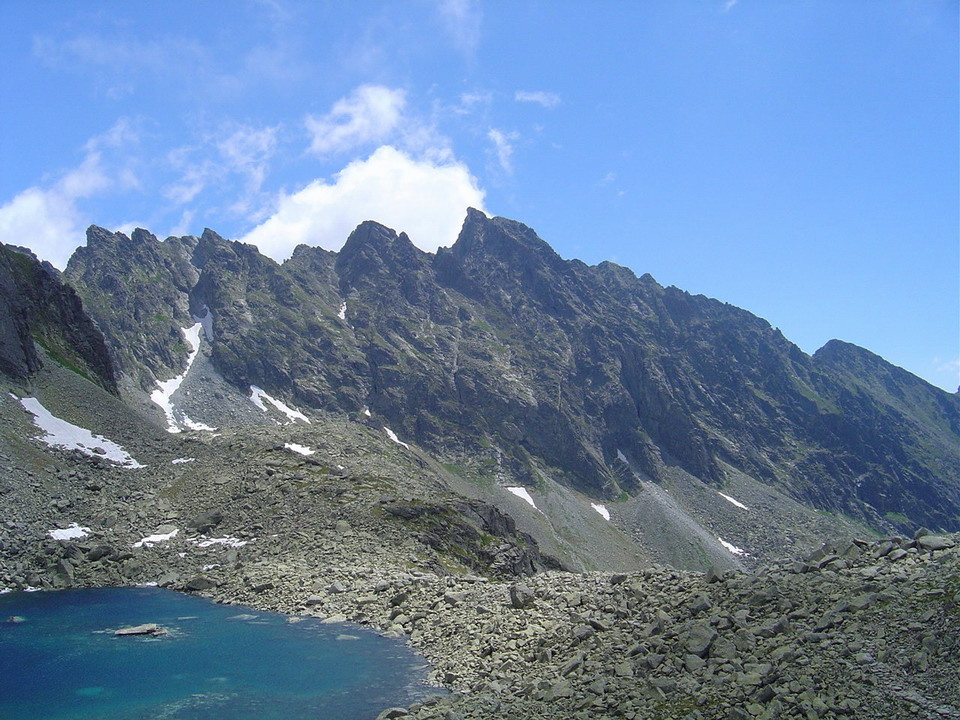
Veľká Capia veža (vlevo) a Satan (vpravo) nad Capím plesem